# مسور (ناطع)

تعديل مصدري - تعديل

مسور هي إحدى قرى عزلة مسور ال ضريبة بمديرية ناطع التابعة لمحافظة البيضاء، بلغ تعداد سكانها 183 نسمة حسب تعداد اليمن لعام 2004.